# 바나나컬쳐 엔터테인먼트
주식회사 몽키바나나(Monkey Banana)는 바나나컬쳐 엔터테인먼트(Banana Culture Entertainment) 또는 바나나컬쳐라는 상호로 활동한 음반 및 드라마 제작과 연예 매니지먼트를 주력으로 하는 대한민국의 엔터테인먼트 기업이다.
2020년부터 사실상 폐업 상태이기도 하다.

## 연혁
- 1984년: 변대윤에 의하여 예당기획이 설립됨.
- 1992년 10월 28일: 법인으로 전환되면서 사명이 예당음향으로 변경됨.
- 2000년 5월: 사명이 예당엔터테인먼트로 변경됨.
- 2010년 3월: 사명이 예당컴퍼니로 변경됨.
- 2013년 9월: 예당컴퍼니를 웰메이드스타엠에서 인수함.
- 2014년: AB 엔터테인먼트를 예당컴퍼니에서 인수·합병함.
- 2015년 12월 11일: 웰메이드 예당에서 보유한 예당컴퍼니의 주식을 매각함으로써 예당에서 분리됨.
- 2016년 3월 2일: 중국 법인과의 합작으로 바나나컬쳐 엔터테인먼트가 설립됨.

## 이전 소속 연예인

### 예당 컴퍼니 시절 가수
- 서태지와 아이들
- 음악에 미친 사람들

### 가수
- 국카스텐
- 더블에이
- 라니아
- 씨클라운
- 알리
- 양수경
- MC몽
- 웰던 포테이도
- 임재범
- 조관우
- YG 엔터테인먼트 소속가수 전체
- 김혜리
- EXID
- 성은
- 트레이

### 개그맨
- 이혁재